# Пејсон (Јута)
Пејсон (енгл. Payson) град је у америчкој савезној држави Јута.

## Демографија
По попису из 2010. године број становника је 18.294, што је 5.578 (43,9%) становника више него 2000. године.
| Група             | 2000.          | 2010.          |
| Белци             | 11.628 (91,4%) | 15.393 (84,1%) |
| Афроамериканци    | 16 (0,1%)      | 48 (0,3%)      |
| Азијати           | 48 (0,4%)      | 67 (0,4%)      |
| Хиспаноамериканци | 864 (6,8%)     | 2.431 (13,3%)  |
| Укупно            | 12.716         | 18.294         |